# Ильин, Борис Сергеевич
Борис Сергеевич Ильи́н (1889 — 1958) — советский зоолог и ихтиолог. Доктор биологических наук, профессор. Лауреат Сталинской премии 3-й степени (1950).

## Биография
Родился в 1889 году.
С 1927 года работал в ВНИРО.
Умер в 1958 году. Урна с прахом захоронена в колумбарии Донского кладбища.

## Научная деятельность
Выдающийся специалист по систематике и промысла бычков в южных морях СССР. Описал много видов рыб и морских беспозвоночных.

### Научные труды
- Ильин Б. С. Бычки северо-западного района Черноморского бассейна // Труды Гос. ихтиол. опытн. станции. Херсон. — 1927. — Вып. 1. — С. 93—108.
- Ильин Б. С. Определитель бычков (Fam. Gobiidae) Азовского и Черного морей (предварительное сообщение) // Труды Азово-Черномор. науч.-промысл. экспед. — 1927 — № 2 — С. 128—143.

## Награды
- Сталинская премия 3-й степени (1950) — за работу по акклиматизации черноморских кефалей в Каспийском море.